# Chen Shu-chin
Chen Shu-chin (* 19. August 1974) ist eine ehemalige taiwanische Fußballspielerin.

## Karriere
Chen spielte im November 1991 für Ching Wen in ihrer taiwanischen Heimat. Die Mittelfeldspielerin stand bei der Weltmeisterschaft 1991 im Kader der Nationalmannschaft, die das Viertelfinale erreichte, und kam auf einen Einsatz gegen die Vereinigten Staaten (0:7).